# Dornice
Dornice – wieś w Słowenii, w gminie Vodice. W 2018 roku liczyła 59 mieszkańców.